# Liv Kristine Espenæs Krull
Liv Kristine Espenæs (Stavanger, Norveška, 14. veljače 1976.) poznatija kao Liv Kristine, bivši je vokal sastava Theatre of Tragedy i bivša pjevačica sastava Leaves' Eyes.

## Životopis
Glazbeno nadarena od rane dobi, Liv se priključila Theatre of Tragedy kao prateći vokal, ali je ubrzo postala glavni vokal zajedno s Raymondom Istvánom Rohonyiem. Liv se 3. srpnja 2003. g. udala za Alexandera Krullia, pjevača njemačkog sastava Atrocity, a u prosincu je rodila njihovog sina, Leona Alexandera. Otpustili su je iz Theatre of Tragedy prije čega je osnovala sastav Leaves' Eyes s glazbenicima iz Atrocitya. Izdala je i nekoliko solo albuma.
Njena mlađa sestra, Carmen Elise Espenæs je vokal za Midnattsol.

## Diskografija

### S Theatre of Tragedy
- Theatre of Tragedy - Demo (1994)
- Theatre of Tragedy (1995)
- Velvet Darkness They Fear (1996)
- A Rose for the Dead - EP (1997)
- Aégis (1998)
- Musique (2000)
- Closure: Live - Live (2001)
- Inperspective - Compilation EP (2001)
- Assembly (2002)
- Two Originals - Compilation (2003)

### Singlovi
- "Der Tanz der Schatten" (1996)
- "Cassandra" (1998)
- "Image" (2000)
- "Machine" (2001)
- "Let You Down" (2002)
- "Envision" (2002)

### S Leaves' Eyes
- Into Your Light (Single, 2004)
- Lovelorn (2004)
- Elegy (Single, 2005)
- Vinland Saga (2005)
- Legend Land (2006)